# Вершина Анатолій Олексійович
Анатолій Олексійович Вершина (25 серпня 1963 , Кочережки, Дніпропетровська область ) — український політик, Павлоградський міський голова (з листопада 2015).

## Життєпис

### Освіта
Дніпропетровський державний університет (1997), «Правознавство».

### Трудова діяльність
Листопад 1981 — листопад 1983 — служба в армії.
Січень 1984 — квітень 1989 — водій автоколони № 3 автобази ВО «Павлоградвугілля».
1989—2001 — в Державній автоінспекції.
2001—2003 — заступник начальника Павлоградського міського відділу внутрішніх справ УМВС України в Дніпропетровській області.
2003—2005 — начальник Тернівського міського відділу внутрішніх справ УМВС України в Дніпропетровській області.
2005—2007 — начальник Павлоградського районного відділу внутрішніх справ УМВС України в Дніпропетровській області.
2007—2009 — начальник Павлоградського міського відділу внутрішніх справ УМВС України в Дніпропетровській області.
Листопад 2009 — листопад 2010 — начальник сектору з економічної безпеки ВАТ «Молочний Дім».
Листопад 2010 — листопад 2015 — перший заступник Павлоградського міського голови.